# Platon (serbisch-orthodoxer Bischof)

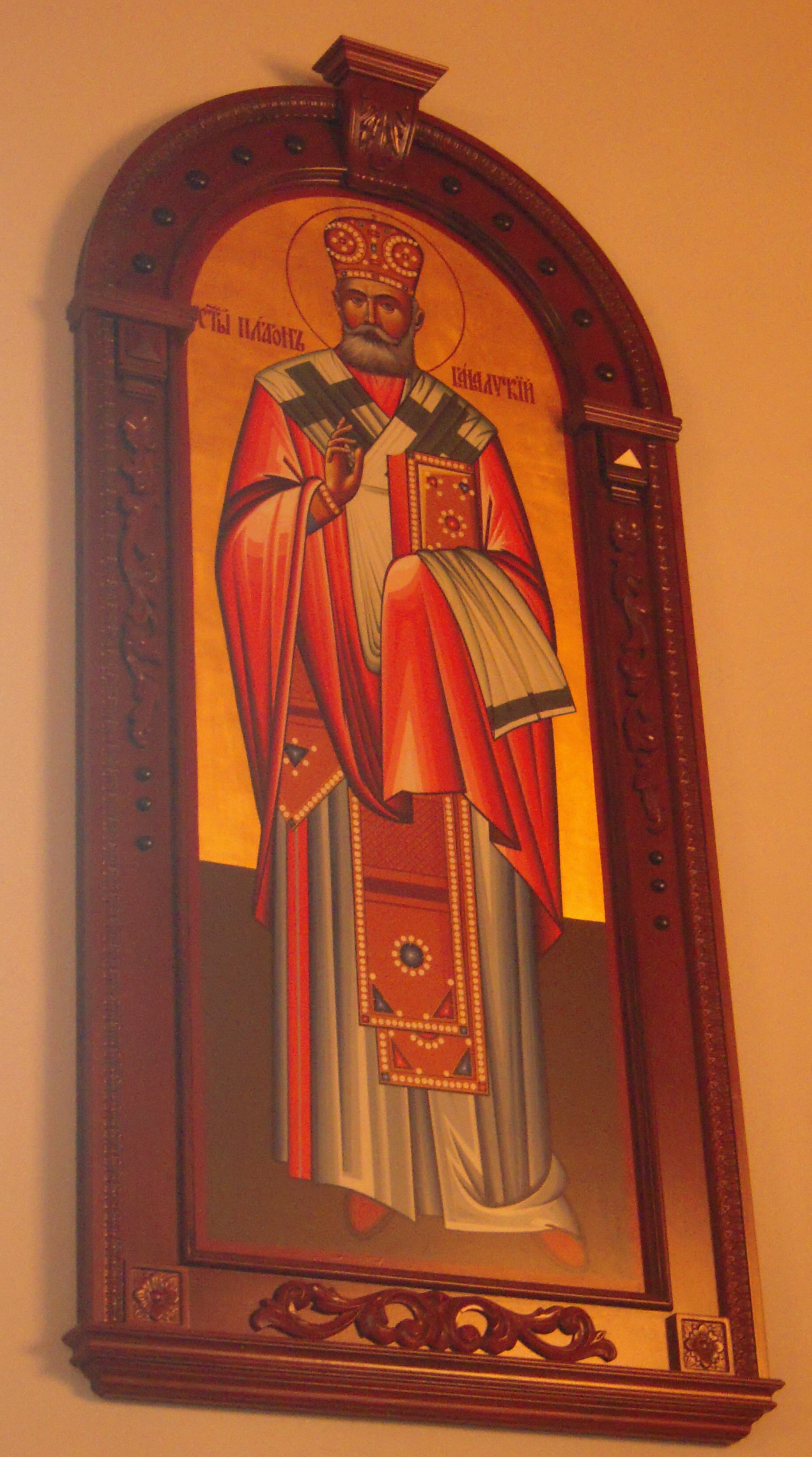
Ikone des Heiligen Platon von Banja Luka

Platon (serbisch-kyrillisch Платон, bürgerlich Milivoje Jovanović/Миливоје Јовановић; * 29. September 1874 in Belgrad, Fürstentum Serbien, Osmanisches Reich; † 5. Mai 1941 bei Banja Luka, Unabhängiger Staat Kroatien) war der serbisch-orthodoxe Bischof des Bistums Banja Luka, bis zu seiner Ermordung durch die kroatischen Ustascha im Zweiten Weltkrieg. Er wurde von der Serbisch-Orthodoxen Kirche heiliggesprochen.

## Leben
Platon wurde 1874 als Milivoje Jovanović als Sohn von Ilija, eines Offiziers der serbischen Armee und Jelka (geborene Sokolović). Seine Eltern stammten ursprünglich aus der Herzegowina. Von 1896 bis 1901 studierte er an der serbischen geistlichen Akademie in Moskau. Von 1932 bis 1938 war er Redakteur des Kirchenblattes Stimme des serbischen Patriarchats (serbisch: Glasnika srpske patrijaršije/Гласника српске патриjаршије) und von 1934 bis 1936 Archimandrit des Klosters Krušedol in der Fruška Gora.
Im Jahre 1936 wurde er zum Bischof Moraviens (serbisch: moravički/моравички) gewählt. Seinem Amt in Banja Luka war die Ernennung zum Bischof von Ohrid und Bitola im heutigen Mazedonien im Jahre 1938 vorausgegangen.

### Bischof von Banja Luka
1939 wurde er nach Banja Luka geschickt und am 1. Oktober 1940 zum Bischof des Bistums Banja Luka ernannt. Am 27. April 1941 bekam er von der faschistischen Ustaschaorganisation unter dem Vorwand er sei in Belgrad geboren die Order Banja Luka und allgemein die NDH in Richtung Serbien zu verlassen. Er antwortete in einem offenen Brief an den regionalen Befehlsgeber der kroatischen Faschisten Viktor Gutić, dass er rechtmäßig zum Bischof von Banja Luka gewählt worden ist und dass er geschworen hatte egal unter welchen Umständen, seien sie für ihn persönlich noch so unwirklich, Gott, die Kirche und das Volk als Bischof in geistlichen Fragen zu vertreten. Viktor Gutić erließ daraufhin den Befehl zur Ermordung. Der serbische Bischof ersuchte die Hilfe des römisch-katholischen Bischofs Josip Garić mit der Bitte seinen Einfluss geltend zu machen. Dieser versprach ihm auch Beistand und erklärte ihm, dass er sich keine Sorgen machen müsste. Der Leibwächter von Gutić, der Ustascha Asim Đelić, ließ Platon zusammen mit dem Kirchenältesten Dušan Subotić am Abend des 5. Mai 1941 aus seiner Gefängniszelle holen und an das Ufer des Flusses Vrbas bringen, um beide grausam zu ermorden und ins Wasser zu werfen.
Der verstümmelte Leichnam von Platon wurde Tage später gefunden und am 24. Mai 1941 auf dem Militärfriedhof in Banja Luka ohne ein Anzeichen auf seine Identität oder gar einem Trauerzug beerdigt. Am 1. Juli 1973 wurde er umgebettet und in der Kathedrale der Heiligen Dreifaltigkeit in Banja Luka bestattet. Da er den Umständen entsprechend als Märtyrer verstarb, wurde er von der serbisch-orthodoxen Kirche am 21. Mai 2000 heiliggesprochen. Er gilt neben der im Zweiten Weltkrieg zerstörten und später komplett wieder aufgebauten Kathedrale der Heiligen Dreifaltigkeit in Banja Luka, dem KZ Jasenovac und dem dazugehörenden Donja Gradina als Symbol für das erlittene Leid der Serben während des Zweiten Weltkriegs.

## Weitere Quellen
- Kurze Biographie Rastkoprojekt (serbisch)
- Einige Daten zur Person (serbisch)